# Нубийская война
Нубийская война 25—22 до н. э. — вооруженный конфликт между Римом и Мероитским царством («Эфиопией»).

## Причины конфликта
Античные авторы представляют инициаторами конфликта нубийцев, при этом у Страбона содержится довольно неясное сообщение, что те были обижены на какие-то действия римской администрации. Существует предположение, что первый префект Египта Корнелий Галл мог вмешаться в династическую борьбу в Нубии, поддержав одного из претендентов. В надписи с острова Филы от 19 апреля 29 года до н. э. наместник сообщает, что выслушал послов царя эфиопов и принял этого царя под своё покровительство, но во время похода Петрония в Нубии уже правила кандака Аманирена.
Кроме того, судя по имеющимся данным, поход римлян в Нубию состоялся бы в любом случае, даже если бы «эфиопы» не проявили открытой враждебности. По сообщению Страбона, Элий Галл, направленный на смену Корнелию, имел инструкцию произвести разведку в Счастливой Аравии и Эфиопии, и, если получится, завоевать эти страны, обладавшие, по слухам, несметными богатствами. Сам Август в Анкирской надписи подтверждает, что два почти одновременных похода — в Аравию и Нубию — были совершены по его приказу.

## Военные действия
Воспользовавшись отбытием большей части римских войск в Аравию, нубийцы осенью 25 года до н. э. напали на Фиваиду, разбили сиенский гарнизон, состоявший из трех когорт, захватили Сиену и острова Элефантину и Филы, угнали жителей в рабство и разбили статуи Августа. Римляне отреагировали достаточно быстро: по-видимому, уже весной-летом 24 года до н. э. новый префект Египта Гай Петроний с войском не менее 10 тысяч пехоты и 800 всадников выступил в поход и загнал неприятеля в нубийский город Псельхиду, после чего потребовал вернуть захваченное и объяснить причины нападения.
Так как переговоры ни к чему не привели, Петроний атаковал 30-тысячную армию нубийцев

и быстро обратил в бегство, так как они плохо держали строй и имели скверное вооружение. Ибо у них были большие продолговатые щиты, изготовленные из сырой бычьей кожи, боевым оружием им служили топоры, у некоторых были также копья, а у иных — мечи.— Страбон. XVII, с. 820.
Захватив в плен нескольких военачальников царицы, Петроний отправил их в Александрию, а потом взял Псельхиду. Затем он выступил на крепость Премниду (ныне Каср Ибрим), пройдя через песчаные дюны, где некогда пыльная буря уничтожила войско персидского царя Камбиса II. Взяв Премниду штурмом, наместник обратился против Напаты, резиденции царицы, где в это время находился её сын. Кандака предложила Петронию заключить договор о дружбе и обещала вернуть пленных и захваченные в Сиене статуи, но префект отказался, взял Напату, разрушил её до основания и обратил всех жителей в рабство. Сын царицы успел бежать из города. Однако, археология обнаружила, что римляне до Напаты не дошли, и город не был сожжён. Затем Петроний вернулся в Египет, «решив, что лежащие далее области непроходимы для войска».
В Премниде была создана римская база с гарнизоном из 400 человек и двухлетним запасом продовольствия. Часть пленных Петроний продал как военную добычу, тысячу человек отправил в подарок Августу, только что вернувшемуся с Кантабрийской войны, остальные погибли от болезней. После ухода римской армии царица подступила к Премниде «с несметным войском», но Петроний сумел её опередить и подать помощь гарнизону. Предполагают, что эта кампания закончилась в 22 до н. э.

## Мир
Не сумев отвоевать крепость, кандака снарядила новое посольство, и префект направил его к Августу, которого послы застали на Самосе. Император удовлетворил все их просьбы и заключил мир, освободив нубийцев от наложенной на них Петронием дани.
Причины такого удивительного великодушия видят в том, что Август в это время был поглощён дипломатической борьбой с парфянами и преодолением внутриполитического кризиса, а кроме того, перспектива затяжной войны в столь отдалённой, и, как оказалось, не слишком богатой стране сулила только значительные расходы и не обещала никакой выгоды. Поэтому Август с лёгкостью пожертвовал ненужными завоеваниями в обмен на безопасность южной границы Египта.

## Римско-мероитские отношения
В дальнейшем, вплоть до эпохи Кризиса III века между Римским Египтом и его южными соседями сохранялся относительный мир. Для обеспечения безопасности римская граница была продвинута от Сиены и Филы до Гиеры Сикамина (Махаракка), включив в состав империи область, которую Геродот называет Додекасхен («12 схенов», или Двенадцатимильная земля — район первого нильского порога). Эта территория формально не относилась к Египту и не являлась номом. Римские гарнизоны в Гиера Сикамина появились не позднее времени Домициана. Нерон, строивший грандиозные планы Восточного похода, собирался вторгнуться и в Нубию, но дальше посылки разведчиков, проникавших далеко на юг в поисках истока Нила, дело не продвинулось.